# Důl Silesia
Důl Silesia (polsky Kopalnia Węgla Kamiennego „Silesia“, KWK Silesia) je činný černouhelný důl v Czechowicích-Dziedzicích v okrese Bílsko-Bělá. Důl patří společnosti Przedsiębiorstwo Górnicze ”SILESIA”, která patří do skupiny Energetický a průmyslový holding.

## Historie
Za výstavbou dolu stála rakouská společnost „Dziedzitzer Montangewertschaft Bielitz“, která v roce 1900 zahájila v Czechowicích hloubení průzkumných vrtů do hloubky 400 m. V roce 1902 na to navázala výstavba ventilační jámy č. 1 o průměru 4,2 m. Při jejím hloubení bylo dosaženo hloubky 463 m. Těžní jáma č. 2 s hloubkou 469 m byla dostavěna v roce 1905 a v témže roce byla zahájena těžba na dvou patrech v hloubce 288 a 411 m. Těžba probíhala v důlních polích Ida, Rosa, Adela a Eliza s celkovou plochou 146 ha.
V roce 1918 se vlastníkem dolu stala společnost „Zakłady Górnicze Silesia S.A. w Dziedzicach“ se sídlem v Moravské Ostravě. V roce 1919 k dolu přibyla těžní pole Paweł, Hugo a Józef. Téhož roku začala výstavba těžní jámy č. 3 dokončená v roce 1922. Počátkem září 1939 důl přechází do správy koncernu Elektrowerke AG v Berlíně a název dolu se mění na „Grube Silesia-Dziedzitz“. Od roku 1944 do konce 2. světové války byl důl majetkem akciové společnosti Energieversorgung Oberschlesien-Bergwerkverwachtung Grube Silesia.
Po skončení války důl přešel do jednotky Rybnickie Zjednoczenie Przemysłu Węglowego, poté v roce 1950 jej převzalo Jaworznicko-Mikołowskie Zjednoczenie Przemysłu Węglowego. Po zvětšení dobývacího prostoru na 16,3 km² v roce 1961 bylo o dva roky později zahájeno hloubení vtažné jámy č. 4, v roce 1966 pak začal výstavba ventilační jámy č. 5. V roce 1976 byl dobývací prostor rozšířen východním směrem na celkovou výměru 21,36 km². V roce 1987 byla zahájeny výstavba ventilační jámy č. 6 v Kaniówě a důl byl organizačně začleněn do jednotky Jaworznicko-Mikołowskie Gwarectwo Węglowe.
V roce 1997 byla Silesia společně s dalšími sedmi doly začleněna do společnosti Nadwiślańska Spółka Węglowa S.A. se sídlem v Tychách. Po likvidaci společnosti byl důl v roce 2003 vložen do společnosti Kompania Węglowa.
V roce 2005 byl dů spojen s dolem Brzeszcze, čímž vznikla skupinový důl Brzeszcze-Silesia” a samotná Silesia byla nyní organizační jednotkou Ruch II Silesia. V roce 2006 bylo vyhlášeno výběrové řízení na prodej dolu. K prodeji však nedošlo a tak v roce 2008 následovalo další kolo výběrového řízení.
K dalšímu pokusu o prodej dolu došlo v roce 2009. Tehdy zaměstnanci dolu založili společnost Przedsiębiorstwo Górnicze „Silesia” Sp. z o.o. (PG Silesia), pro kterou získali investora z Česka - firmu Energetický a průmyslový holding. Tato společnost měla převzít důl Silesia určený k likvidaci. 9. prosince 2010 byla v sídle Velvyslanectví České republiky ve Varšavě podepsána mezi společnostmi Kompania Węglowa a PG Silesia smlouva, na jejímž základě došlo k prodeji dolu Silesia do rukou PG Silesia.

## Produkce dolu
Důl Silesia se zabývá především těžbou energetického uhlí. Bilanční zásoby uhlí jsou odhadovány na 500 mil. tun. Mezi odběratele uhlí patří mj. elektrárna Opatovice nad Labem, kam je uhlí z dolu Silesia po železnici dováženo od roku 2012.

## Důlní neštěstí
Dolu se nevyhnuly ani velké důlní havárie mezi něž patří výbuch metanu, ke kterému došlo 28. června 1974. V jeho důsledku zahynulo 34 horníků. K dalšímu velkému neštěstí došlo 30. října 1979, kdy na následky požáru zemřelo 22 horníků.